# Miltenberg
Miltenberg – miasto powiatowe w Niemczech, w kraju związkowym Bawaria, w rejencji Dolna Frankonia, w regionie Bayerischer Untermain, siedziba powiatu Miltenberg. Leży ok. 60 km na południowy wschód od Frankfurtu nad Menem, nad Menem, między Spessart i Odenwaldem, przy drodze B469 i liniach kolejowych Aschaffenburg – Aalen i Miltenberg – Osterburken. Do Bawarii należy od 1816.

## Dzielnice
W skład gminy wchodzą następujące dzielnice:
- Miltenberg
- Breitendiel
- Mainbullau
- Schippach
- Wenschdorf

## Współpraca
Miejscowości partnerskie:
- Francja: Arnouville
- Czechy: Duchcov